# Aeschynomene rivularis
Aeschynomene rivularis är en ärtväxtart som beskrevs av Charles Frappier. Aeschynomene rivularis ingår i släktet Aeschynomene och familjen ärtväxter. Inga underarter finns listade i Catalogue of Life.